# ريتشارد ديتز
ريتشارد ديتز (بالإنجليزية: Richard Dietz)‏ هو قاضي أمريكي، ولد في 1 فبراير 1977 في بنسيلفانيا في الولايات المتحدة.

## وصلات خارجية
- الموقع الرسمي